# Chalal Ganeshsthan
Chalal Ganeshsthan (nep. चलाल गणेशस्थान) – gaun wikas samiti w środkowej części Nepalu w strefie Bagmati w dystrykcie Kavrepalanchok. Według nepalskiego spisu powszechnego z 2001 roku liczył on 789 gospodarstw domowych i 4313 mieszkańców (2242 kobiet i 2071 mężczyzn).